# Merismopedia
Merismopedia (мерисмопедија; од грчке речи merismos — подела) је род модрозелених бактерија (алги). Припада реду Chroococcales (хроококалес). Врсте овога рода су прокариотски колонијални организми. Најчешће насељавају слатке воде. Ово су епифитни (живе на површини других биљака) или планктонски организми. Граде крупне плочасте колоније у којима су ћелије правилно распоређене. Ове колоније у себи могу имати и до 4000 ћелија.
Врсте рода Merismopedia спадају у грам-негативне бактерије. Ћелије су им углавном плавозелене боје, а понекад и црвенкасте. У пречнику од 1—7 µm. Неке планктонске врсте у себи могу да садрже гасне вакуоле (вакуоле испуњене азотом, за које се претпоставља да служе за лакше плутање у води).
Размножавају се деобом ћелије у једној равни, стога колоније и имају плочаст облик.
Врсте овога рода су значајне, јер представљају примарне продуценте органских материја у води. Такође су битне јер вршећи фотосинтезу везују угљендиоксид а ослобађају кисеоник. Такође могу да стварају липополисахариде који изазивају надраживање коже код човека.

## Врсте
У овом роду налазе се 32 врсте:
|  | - -{Merismopedia minima |